# It’s a Sin
It’s a Sin ist ein Lied des englischen Synthiepop-Duos Pet Shop Boys aus dem Album Actually (1987).
Die Single wurde am 15. Juni 1987 veröffentlicht. In Großbritannien, Deutschland, Österreich, Dänemark, Finnland, Irland, Norwegen, Portugal, Spanien, Schweden und den Schweizer Charts erreichte das Lied Platz eins in den Singlecharts. In den Billboard Hot 100 erreichte It’s a Sin Platz neun.

## Inspiration
Neil Tennant wurde beim Schreiben durch seine Zeit auf der konservativen und katholischen St Cuthbert’s High School inspiriert.
Im Refrain heißt es: „Everything I’ve ever done, everything I ever do, every place I’ve ever been, everywhere I’m going to, it’s a sin.“ („Alles, was ich je getan habe, alles, was ich jemals tue, jeder Ort an dem ich jemals war, überall, wo ich hingehe, es ist eine Sünde.“) Am Ende des Liedes ertönt auf Latein das Schuldbekenntnis:
„Ich bekenne Gott, dem Allmächtigen, und allen Brüdern und Schwestern, dass ich Gutes unterlassen und Böses getan habe – ich habe gesündigt in Gedanken, Worten und Werken durch meine Schuld, durch meine Schuld, durch meine große Schuld.“

## Kontroverse
Zum Zeitpunkt der Veröffentlichung der Single beschuldigte der DJ Jonathan King die Pet Shop Boys, die Melodie von Cat Stevens’ Song Wild World verwendet zu haben. Dies sagte er der Zeitung The Sun. Zur Demonstration seiner Meinung fertigte er eine eigene Coverversion von Wild World an. Die Pet Shop Boys verklagten King und erhielten außergerichtlichen Schadenersatz, den sie für wohltätige Zwecke spendeten.

## Titelliste
7": Parlophone / R 6158 (UK)
1. It’s a Sin – 4:59
2. You Know Where You Went Wrong – 5:51

12": Parlophone / 12R 6158 (UK)
1. It’s a Sin (Disco Mix) – 7:39
2. You Know Where You Went Wrong – 5:51
3. It’s a Sin (7" version) – 4:59

CD: Parlophone / CDR 6158 (UK)
1. It’s a Sin (7" version) – 4:59
2. You Know Where You Went Wrong – 5:51
3. It’s a Sin (Disco Mix) – 7:39

12": Parlophone / 12RX 6158 (UK)
1. It’s a Sin (Remix) (Ian Levine) – 8:15
2. You Know Where You Went Wrong (Rough Mix) – 6:38

12": EMI-Manhattan / V-19256 (US)
1. It’s a Sin (Phil Harding Latin Vocal Mix) (aka Miami Mix) – 9:14
2. It’s a Sin (Phil Harding Latin Dub Mix) – 4:20
3. It’s a Sin (Remix) – 8:15
4. It’s a Sin (Disco Mix) – 7:39

## Musikvideo
Unter der Regie von Derek Jarman gedreht, markierte das Video It’s a Sin die erste von mehreren Kooperationen des experimentellen Regisseurs mit der Band.
Neil Tennant wird im Video bei einer Inquisition unter Arrest gezeigt, wobei der Schauspieler Ron Moody den Richter bei der Inquisition verkörperte.
Außerdem werden in kurzen Sequenzen Spielszenen mit Personifikationen der Sieben Todsünden gezeigt.

## Weblink
- It’s a Sin auf NDR.de